# Марусова, Маргарита Григорьевна
Маргарита Григорьевна Марусова (род. 25 ноября 1967) — российская легкоатлетка, специалистка по бегу на средние и длинные дистанции, легкоатлетическому кроссу. Выступала на профессиональном уровне в 1993—2008 годах, многократная победительница и призёрка первенств всероссийского значения, участница чемпионатов мира 1995 года в Гётеборге и 1997 года в Афинах. Представляла Санкт-Петербург. Мастер спорта России международного класса, мастер спорта СССР.

## Биография
Маргарита Марусова родилась 25 ноября 1967 года. Занималась лёгкой атлетикой в Санкт-Петербурге, окончила Государственный институт физической культуры имени П. Ф. Лесгафта (1991).
Впервые заявила о себе в сезоне 1993 года, когда на чемпионате России в Москве выиграла серебряную медаль в беге на 5000 метров.
В 1994 году на чемпионате России в Санкт-Петербурге стала бронзовой призёркой в беге на 1500 метров.
В 1995 году в 1500-метровой дисциплине получила серебро на чемпионате России в Москве. Попав в основной состав российской сборной, удостоилась права защищать честь страны на чемпионате мира в Гётеборге — в финале с результатом 4:11.64 заняла 11-е место.
В 1997 году на дистанции 1500 метров показала 11-й результат на чемпионате мира в помещении в Париже, завоевала серебряную награду на чемпионате России в Туле, дошла до стадии полуфиналов на чемпионате мира в Афинах.
В 1998 году в беге на 1500 метров выиграла серебряную медаль на зимнем чемпионате России в Москве.
В 1999 году в той же дисциплине финишировала третьей на Кубке Европы в Париже, стала седьмой на чемпионате Европы по кроссу в Веленье.
Впоследствии ещё в течение многих лет продолжала участвовать в различных коммерческих стартах по кроссу в Европе, преимущественно на территории Франции.
За выдающиеся спортивные достижения удостоена почётного звания «Мастер спорта России международного класса».
Впоследствии работала частным тренером по ОФП и лёгкой атлетике в Санкт-Петербурге.